# Idaea hyalinata
Idaea hyalinata là một loài bướm đêm trong họ Geometridae.